# Dolores Martínez
María Dolores Martínez (Andalgalá, 16 de mayo de 1978) es una politóloga y política argentina de la Unión Cívica Radical, que se desempeñó como diputada nacional por la Ciudad Autónoma de Buenos Aires de 2019 a 2023. Actualmente es la Prosecretaria del Senado de la Nación.

## Biografía
Nació en 1978 en Andalgalá (provincia de Catamarca). Estudió ciencia política en la Facultad de Ciencias Sociales de la Universidad de Buenos Aires, donde se graduó en 2016.
Trabajó en el Congreso de la Nación Argentina desde 1999, primero como asesora legislativa en el bloque de la Unión Cívica Radical (UCR) entre 1999 y 2012, y luego como secretaria parlamentaria en el bloque Suma+ UNRN de 2013 a 2015. En 2016, fue nombrada directora de Innovación, Transparencia y Fortalecimiento Democrático de la Cámara de Diputados de la Nación. Pertenece al grupo Evolución dentro de la UCR, dirigido por Martín Lousteau.
En las elecciones legislativas de 2019, se postuló como diputada nacional, siendo la sexta candidata en la lista de Juntos por el Cambio en la Ciudad Autónoma de Buenos Aires. La lista fue la más votada en las elecciones generales, con el 53,02% de los votos, y Martínez resultó elegida.
Se desempeña como secretaria de la comisión de Peticiones, Poderes y Reglamento y de la comisión especial de Modernización del Funcionamiento Parlamentario. Además, integra como vocal las comisiones de Comunicaciones e Informática; de Cultura; de Defensa Nacional; de Intereses Marítimos, Fluviales, Pesqueros y Portuarios; de Legislación del Trabajo; de Libertad de Expresión; de Relaciones Exteriores y Culto; y de Vivienda y Ordenamiento Urbano. Fue partidaria de la legalización del aborto en Argentina, votando a favor del proyecto de ley de Interrupción Voluntaria del Embarazo de 2020, aprobado por el Congreso.